# Дорофей (Леоварис)
Архиепи́скоп Дорофе́й (греч. Ἀρχιεπίσκοπος Δωρόθεος, в миру Дими́триос Леова́рис, греч. Δημήτριος Λεώβαρις; род. 22 августа 1948, Питиус, остров Хиос) — епископ Иерусалимской православной церкви, архиепископ Авилонский.

## Биография
Прибыл в Иерусалим в 1963 году. Закончив Патриаршую школу в Иерусалиме.
В 1969 году был пострижен в монашество и рукоположён в сан иеродиакона.
В 1973 году окончил богословский факультет Афинского университета.
В 1973 году был рукоположён во иеромонаха, а в 1975 году — возведён в достоинство архимандрита.
Настоятельствовал в монастырях Иоанна Предтечи в Иерусалиме и Илии пророка в Хайфе, а также служил главой Отдела по недвижимости.
В марте 1991 года был избран членом Священного Синода Иерусалимской Православной Церкви и в октябре того же года назначен патриаршим эпитропом в Акре и председателем местного церковного суда.
12 октябре 1998 года рукоположён во епископа Авилонского.
В 2000 году был возведён в достоинство архиепископа и назначен патриаршим эпитропом в Вифлееме.
В 2001 году переведён патриаршим эпитропом в Мадиву.
В 2005 году был вновь назначен главой Отдела по недвижимости.
В 2008 году назначен архифилаксом (архивистом) Патриархии.
В 2016 году назначен настоятелем гробницы Божией Матери в Гефсимании.